# ロビンズ定数
幾何学において、ロビンズ定数（ロビンズていすう、英: Robbins constantは、単位立方体内のランダムに選択された2点間の平均距離である。名称はデイヴィッド・P・ロビンズに因む。ロビンズ定数は
{\displaystyle {\frac {4+17{\sqrt {2}}-6{\sqrt {3}}-7\pi }{105}}+{\frac {\ln(1+{\sqrt {2}})}{5}}+{\frac {2\ln(2+{\sqrt {3}})}{5}}.}
と表すことができる。
その数値は約
{\displaystyle 0.66170718226717623515582}
である。